# Gheorghi Antonov
Gheorghi Antipov (în rusă: Георгий Иванович Антипов; 1923 — d. 16 iunie 1962) a fost un scriitor rus/sovietic de literatură științifico-fantastică.
Cea mai importantă operă a sa este Ортис — десятая планета (1962, 1963, 1967, 1978) (Ortis - a zecea planetă).